# 上六栗
上六栗（かみむつぐり）は、愛知県額田郡幸田町の地名。

## 地理

### 河川・池沼
- 広田川

### 交通
- 国道23号
- 愛知県道383号蒲郡碧南線

### 施設
- 幸田グリーンゴルフクラブ
- 上六栗住民広場

## 歴史

### 沿革
- 寛永5年 - 三河国幡豆郡六栗村の一部が、検地により分村し、同郡上六栗村が成立[1]。当初は深溝藩領であった[1]。
- 寛永16年 - 三河中島藩領となる[1]。
- 寛文12年 - 領主の移封により下野烏山藩領となる[1]。
- 天和元年 - 幕府領となる[1]。
- 元禄10年 - 旗本小笠原氏知行となる[1]。
- 1869年（明治2年） - 駿河静岡藩領となる[1]。
- 1889年（明治22年） - 豊国村大字上六栗となる[1]。
- 1906年（明治39年） - 豊坂村大字上六栗となる[1]。
- 1954年（昭和29年） - 幸田町大字上六栗となる[1]。

### 人口の変遷
国勢調査による人口および世帯数の推移。
| 1995年（平成7年）  | 183世帯 697人 |  |
| 2000年（平成12年） | 186世帯 643人 |  |
| 2005年（平成17年） | 198世帯 638人 |  |
| 2010年（平成22年） | 215世帯 626人 |  |
| 2015年（平成27年） | 221世帯 634人 |  |
| 2020年（令和2年）  | 218世帯 640人 |  |

### WEB
1. ↑  “愛知県額田郡幸田町の町丁・字一覧”.   人口統計ラボ. 2024年4月27日閲覧。
2. 1 2  総務省統計局 (2022年2月10日). “令和2年国勢調査の調査結果(e-Stat) - 男女別人口，外国人人口及び世帯数－町丁・字等” (CSV). 2023年8月2日閲覧。
3. ↑  “読み仮名データの促音・拗音を小書きで表記するもの(zip形式) 愛知県” (zip).   日本郵便 (2024年2月29日). 2024年3月26日閲覧。
4. ↑  “市外局番の一覧” (PDF).   総務省 (2022年3月1日). 2022年3月22日閲覧。
5. ↑  “ナンバープレートについて”.   一般社団法人愛知県自動車会議所. 2024年1月21日閲覧。
6. ↑  総務省統計局 (2014年3月28日). “平成7年国勢調査の調査結果(e-Stat) - 男女別人口及び世帯数 －町丁・字等” (CSV). 2021年7月20日閲覧。
7. ↑  総務省統計局 (2014年5月30日). “平成12年国勢調査の調査結果(e-Stat) - 男女別人口及び世帯数 －町丁・字等” (CSV). 2021年7月20日閲覧。
8. ↑  総務省統計局 (2014年6月27日). “平成17年国勢調査の調査結果(e-Stat) - 男女別人口及び世帯数 －町丁・字等” (CSV). 2021年7月21日閲覧。
9. ↑  総務省統計局 (2012年1月20日). “平成22年国勢調査の調査結果(e-Stat) - 男女別人口及び世帯数 －町丁・字等” (CSV). 2021年7月21日閲覧。
10. ↑  総務省統計局 (2017年1月27日). “平成27年国勢調査の調査結果(e-Stat) - 男女別人口及び世帯数 －町丁・字等” (CSV). 2021年7月21日閲覧。

### 書籍
1. 1 2 3 4 5 6 7 8 9 10  「角川日本地名大辞典」編纂委員会 1989, p. 426.